# Medetera nigra
Medetera nigra är en tvåvingeart som först beskrevs av Vanschuytbroeck 1960.  Medetera nigra ingår i släktet Medetera och familjen styltflugor.
Artens utbredningsområde är Kongo. Inga underarter finns listade i Catalogue of Life.